# Claus Marx
Claus Marx (ur. 21 sierpnia 1931 w Celle) – niemiecki specjalista w zakresie obróbki plastycznej, wiertnictwa i eksploatacji ropy naftowej, rektor Technische Universität Clausthal w latach 1993–1994.

## Życiorys
Urodził się 21 sierpnia 1931 roku w Celle w Niemczech.
Studia z zakresu budowy maszyn ukończył w 1956 roku na Politechnice w Hanowerze. Dyrektor Instytutu Wiertnictwa Głębokiego, Eksploatacji Ropy Naftowej i Gazu Ziemnego Uniwersytetu Technicznego w Clausthal.
Doktor honoris causa Akademii Górniczo-Hutniczej w Krakowie w 1990 roku.